# Лонг, Даллас
Даллас Лонг (англ. Dallas Crutcher Long; 13 июня 1940, Пайн-Блафф, Арканзас — 10 ноября 2024, Уайтфиш (Монтана), Монтана) — американский легкоатлет (толкание ядра, метание диска), призёр Панамериканских игр, чемпион и призёр летних Олимпийских игр, рекордсмен мира.

## Биография
Во время учёбы в Северной средней школе в Финиксе (штат Аризона) он установил национальный рекорд средней школы в толкании ядра. В 1958 году он был назван «Спортсменом года в старшей школе».
С 1959 по 1964 год он установил шесть официальных и пять неофициальных мировых рекордов. Его последним выступлением на высшем спортивном уровне было участие в матче СССР — США по лёгкой атлетике 1964 года. Долгое время учился в Университете Южной Калифорнии. Он участвовал в летних Олимпийских играх 1960 года в Риме, где выиграл бронзовую медаль, уступив американцам Биллу Нидеру и Перри О'Брайену. Одним из его тренеров был американец чешского происхождения Франтишек Лауда, который установил европейский рекорд в метании молота в 1930-х годах. Лонг приехал на летние Олимпийские игры 1964 года в Токио и выиграл золотую медаль. Внутри страны он выиграл титул чемпиона Ассоциации американских университетов (AAU) в 1961 году и титул чемпиона Национальной ассоциации студенческого спорта (NCAA) в 1960–1962 годах.
Лучшим результатом Лонга в толкании ядра стал мировой рекорд 20,68 м, установленный в матче СССР — США по лёгкой атлетике 1964 года.
После ухода из большого спорта Лонг стал стоматологом и врачом скорой помощи. В 1996 году он был избран в Национальный зал славы лёгкой атлетики.
Лонг умер от естественных причин в Уайтфише, штат Монтана, 10 ноября 2024 года в возрасте 84 лет.